# Joaquín Vara de Rey y Rubio
Joaquín Vara de Rey y Rubio (14 de agosto de 1841 - 1 de julho de 1898) foi um militar espanhol. Ele é mais conhecido por liderar a defesa de El Caney contra uma força americana massivamente superior durante a Guerra Hispano-Americana.

## Carreira militar
Vara de Rey nasceu na ilha de Ibiza, nas Ilhas Baleares, em 14 de agosto de 1841. Ele se formou como segundo tenente do Colegio General, subindo para o posto de primeiro-tenente em 1862. Ele lutou contra revoltas em Cartagena e Valência.